# Маджадле, Ралеб
Ралеб Маджадле (араб. غالب مجادلة‎;ивр. ראלב מג'אדלה‎; род. 5 апреля 1953 года, Бака-аль-Гарбия, Израиль) — израильский политик, депутат кнессета от партии «Авода». Маджадле стал первым арабским министром в истории Государства Израиль.

## Биография
Ралеб Маджадле родился 5 апреля 1953 года в населённом пункте Бака-аль-Гарбия (Израиль). В юности был членом молодёжной организации «Ха-ноар ха-овед вэ ха-ломед», позже став секретарём этого движения в своём родном городе. Участвовал в работе профсоюзной организации «Гистадрут», дважды избирался на должность главы отдела образования, воспитания и спорта.
28 июня 2004 года вошёл в состав кнессета 16-го созыва, сменив депутата Авраама Бурга. Вошёл в состав комиссии по образованию, культуре и спорту, комиссии по обращениям граждан, а также комиссии по труду, благосостоянию и здравоохранению.
В 2006 году был переизбран в кнессет 17-го созыва, работал в комиссии по науке и технологии, комиссии по назначению мусульманских судей и комиссии по труду, благосостоянию и здравоохранению. Входил в состав особой комиссии комиссии по делам иностранных рабочих.
Перед выборами в кнессет в 2009 году занял пятнадцатое место в партийном списке «Аводы» и в кнессет не попал, так как партия получила тринадцать мандатов. Однако после того, как Юли Тамир заявила об уходе из политики, Маджадле занял её место.
В кнессете 18-го созыва был назначен заместителем спикера кнессета и председателем комиссии по секретным делам. Кроме того, работал в составе финансовой комиссии и комиссии по вопросам государственного контроля. Исполнял обязанности в комиссии по экономике и финансовой комиссии кнессета.
Вошёл в состав кнессета 19-го созыва (за три месяца до досрочных выборов, уже к тому моменту объявленных) благодаря отказу Дани Атара, стоящего в партийном списке строкой выше, занять депутатское кресло, освободившееся после Беньямина Бен-Элиэзера, сложившего полномочия по состоянию здоровья.
Ралеб Маджадле женат, живёт в городе Бака-аль-Гарбия, имеет четверых детей. Владеет ивритом, арабским и английским языками.